# Time (Lied)
Time ist ein aus dem Jahre 1973 stammendes Musikstück der Rockband Pink Floyd, das erstmals auf deren Album The Dark Side of the Moon veröffentlicht wurde. Es steht zwischen den Stücken On the Run und The Great Gig in the Sky.

## Beschreibung
Time ist das einzige von allen vier Bandmitgliedern zusammen verfasste Stück des Albums. Es zeichnet sich durch eine lange Einleitung mit dem Geräusch des Tickens verschiedener Uhren aus, das in deren gleichzeitiges Läuten, Schlagen und Klingeln übergeht. Die Aufnahmen wurden vom Toningenieur Alan Parsons in einem Antiquitätengeschäft quadrophonisch aufgenommen und sind eine Reminiszenz an den Anfang von Klingklang (1972) der Gruppe Kraftwerk. Nach und nach verklingen die Uhren und es folgt eine Passage, die eher düster klingt. Ungewöhnlich sind Nick Masons Rototoms sowie Roger Waters’ E-Bass, auf dem er ein Ticken simuliert.
Den Gesang teilen sich David Gilmour und Richard Wright. Neben dem etwa zweiminütigen Intro sticht ein mit viel Echo gemischtes Gitarrensolo heraus. Das Tempo des Stücks ist 128 BPM, da der Rhythmus beim Refrain jedoch bei jedem zweiten Schlag betont wird, entsteht die Illusion, das Tempo würde sich halbieren. Das Stück endet mit einer Reprise des Titels Breathe vom selben Album, die in manchen Fassungen des Albums als eigenständiges Stück gezählt wird.
In dem Stück geht es darum, dass man als junge Person die Zeit nicht richtig wertschätzt und sie verschwendet (Strophe und Refrain 1), bis man es später merkt, die Zeit jedoch um ist (Strophe und Refrain 2).

## Beteiligte Musiker
- Richard Wright (Gesang, Farfisa-Orgel, Wurlitzer Electric Piano, VCS3-Synthesizer)
- David Gilmour (Gesang, Gitarre)
- Roger Waters (E-Bass)
- Nick Mason (Schlagzeug, Perkussion)
- Doris Troy (Gesang)
- Lesley Duncan (Gesang)
- Liza Strike (Gesang)
- Barry St. John (Gesang)

## Auszeichnungen für Musikverkäufe
| Land/Region                  | Auszeichnungen für Musikverkäufe (Land/Region, Auszeichnung, Verkäufe) | Verkäufe |
| ---------------------------- | ---------------------------------------------------------------------- | -------- |
| Italien (FIMI)               | Gold                                                                   | 25.000   |
| Neuseeland (RMNZ)            | Platin                                                                 | 30.000   |
| Vereinigtes Königreich (BPI) | Gold                                                                   | 400.000  |
| Insgesamt                    | 2× Gold · 1× Platin ·                                                  | 455.000  |

Hauptartikel: Pink Floyd/Auszeichnungen für Musikverkäufe